# إدارة تاكوارمبو
إدارة تاكوارمبو (بالإسبانية: Departamento de Tacuarembó)‏(تلفظ بالإسبانية: ‎/ta.kwa.ɾemˈbo/‏) هي واحدة من إدارات الأوروغواي، وهي أكبرها من حيث المساحة. عاصمتها تاكواريمبو. تحدها إدارة ريفيرا من الشمال والشرق وإدارات سالتو وبايساندو وريو نيغرو من الغرب ويحدها من الجنوب نهر ريو نيغرو الذي يفصلها عن إداراتي دورازنو وسيرو لارغو.
سميت الإدارة على اسم نهر تاكواريمبو.

## التاريخ
كانت بايساندو إحدى الست بلديات التي ظهرت مع التقسيم الأول للجمهورية في 27 يناير 1816 ثم شُكلت إدارتين أخرتين في وقت لاحق من ذلك العام. كانت إدارة بايساندو آنذاك تشمل جميع الأراضي الواقعة شمال نهر ريو نيغرو أي إدارات أرتيغاس وريفيرا وتاكوارمبو وسالتو وريو نيغرو الحالية. أنشئت من أراضيها إدارتين هي سالتو وتاكوارمبو في 17 يونيو 1837. كانت الإدارة وقتها تشمل إدارة ريفيرا والتي فصلت عنها بموجب القانون رقم 1757 الصادر في 1 أكتوبر 1884.

## جغرافيا
تقع الإدارة في شمال وسط الأوروغواي وتبلغ مساحتها 15,438 كيلومترًا مربعًا. يحدها من الجنوب نهر نيغرو، حيث يقع خزان رينكون ديل بونيتي. يبلغ مساحة هذا الخزان ما يقارب 1,240 كيلومتر مربع (480 ميل2) وهو بذلك الأكبر في أمريكا الجنوبية.
يصب في هذا الخزان عدة جداول رئيسية، منها أرويو كاربينتيا وأرويو لوريليس وأرويو آشور وأرويو دل تيغري شيكو وأرويو كاردوسو.

## السكان
| الجماعات العرقية في تاكوارمبو (تقدير 2011) | الجماعات العرقية في تاكوارمبو (تقدير 2011) | الجماعات العرقية في تاكوارمبو (تقدير 2011) | الجماعات العرقية في تاكوارمبو (تقدير 2011) | الجماعات العرقية في تاكوارمبو (تقدير 2011) |
| ------------------------------------------ | ------------------------------------------ | ------------------------------------------ | ------------------------------------------ | ------------------------------------------ |
| الجماعات العرقية                           | الجماعات العرقية                           |                                            | النسبة                                     | النسبة                                     |
| White                                      | White                                      |                                            | 87.1%                                      | 87.1%                                      |
| أوروغوايانيون ذو أصول أفريقية ‏             | أوروغوايانيون ذو أصول أفريقية ‏             |                                            | 9.7%                                       | 9.7%                                       |
| Indigenous                                 | Indigenous                                 |                                            | 8.0%                                       | 8.0%                                       |
| Asian                                      | Asian                                      |                                            | 0.6%                                       | 0.6%                                       |
| بدون/آخر/غير محدد                          | بدون/آخر/غير محدد                          |                                            | 2.1%                                       | 2.1%                                       |

بلغ عدد سكان إدارة تاكواريمبو 90,053 و37,647 أسرة في تعداد 2011.
البيانات الديموغرافية لإدارة تاكواريمبو في عام 2010:
- معدل النمو السكاني: 0.786٪
- معدل المواليد: 16.69 مولود / 1000 شخص
- معدل الوفيات: 8.21 حالة وفاة / 1000 شخص
- متوسط العمر: 31.1 (29.7 ذكور و 32.4 إناث)
- متوسط العمر المتوقع عند الولادة:
  - مجموع السكان: 76.17
  - ذكور: 71.70
  - أنثى: 81.32.32
- متوسط دخل الأسرة: 21.854 بيزو / شهر
- دخل الفرد في الحضر: 8844 بيزو / شهر

### المراكز الحضرية الرئيسية
| المدينة                 | عدد السكان |
| ----------------------- | ---------- |
| تاكوارمبو               | 54,755     |
| باسو دي لوس توروس       | 12,985     |
| سان جريجوريو دي بولانكو | 3,415      |
| أنسينا                  | 2,712      |
| لاس توسكاس              | 1,142      |
| كيرتينا                 | 1,037      |

## الحكومة
تذكر المادة 262 من دستور الجمهورية تتولى المجالس الإدارية إدارة شؤون الإدارات باستثناء خدمة الأمن العام. تقع مقرات هذه المجالس في عواصم الإدارات، وتباشر أعمالها بعد مرور ستين يومًا على انتخابها. كما تنص المادة على أنه يجوز للعمدة تفويض السلطات المحلية بموافقة المجلس الإداري لأداء بعض المهام ضمن المناطق الإقليمية التابعة لكل منها.

### البلديات
| الخريطة | البلدية                 | المساحة (كم²) | عدد السكان (تعداد 2011) |
| ------- | ----------------------- | ------------- | ----------------------- |
|         | أنسينا                  | 792.2         | 3289                    |
|         | باسو دي لوس توروس       | 560.3         | 13232                   |
|         | سان جريجوريو دي بولانكو | 444.7         | 3722                    |

## الاقتصاد
إدارة تاكوارمبو ذات قاعدة زراعية، تربتها خصبة فيها تكوينات من الحجر الرملي والبازلت والطبقات البلورية. الإدارة رائدة في قطاع الثروة الحيوانية في الأوروغواي، وهي تحتل المرتبة الأولى في إنتاج الماشية والخيول والرابعة في إنتاج الأغنام. كما أن الإدارة مركزًا مهمًا لإنتاج المواد الخام والمنتجات المصنعة لصناعة الغابات.